# Endre Strømsheim
Endre Strømsheim (Oslo, 5 de septiembre de 1997) es un deportista noruego que compite en biatlón.
Ganó dos medallas de oro en el Campeonato Mundial de Biatlón de 2025 y seis medallas en el Campeonato Europeo de Biatlón entre los años 2019 y 2023.

## Palmarés internacional
| Campeonato Mundial | Campeonato Mundial           | Campeonato Mundial | Campeonato Mundial      |
| Año                | Lugar                        | Medalla            | Prueba                  |
| ------------------ | ---------------------------- | ------------------ | ----------------------- |
| 2025               | Lenzerheide (Suiza)          | Medalla de oro     | Salida en grupo         |
| 2025               | Lenzerheide (Suiza)          | Medalla de oro     | Relevo                  |
| Campeonato Europeo |                              |                    |                         |
| Año                | Lugar                        | Medalla            | Prueba                  |
| 2019               | Minsk-Raubichi (Bielorrusia) | Medalla de bronce  | Individual              |
| 2020               | Minsk-Raubichi (Bielorrusia) | Medalla de oro     | Relevo mixto individual |
| 2021               | Duszniki-Zdrój (Polonia)     | Medalla de bronce  | Individual              |
| 2023               | Lenzerheide (Suiza)          | Medalla de oro     | Individual              |
| 2023               | Lenzerheide (Suiza)          | Medalla de oro     | Relevo mixto individual |
| 2023               | Lenzerheide (Suiza)          | Medalla de bronce  | Persecución             |